# Charles F. Bolden Jr.

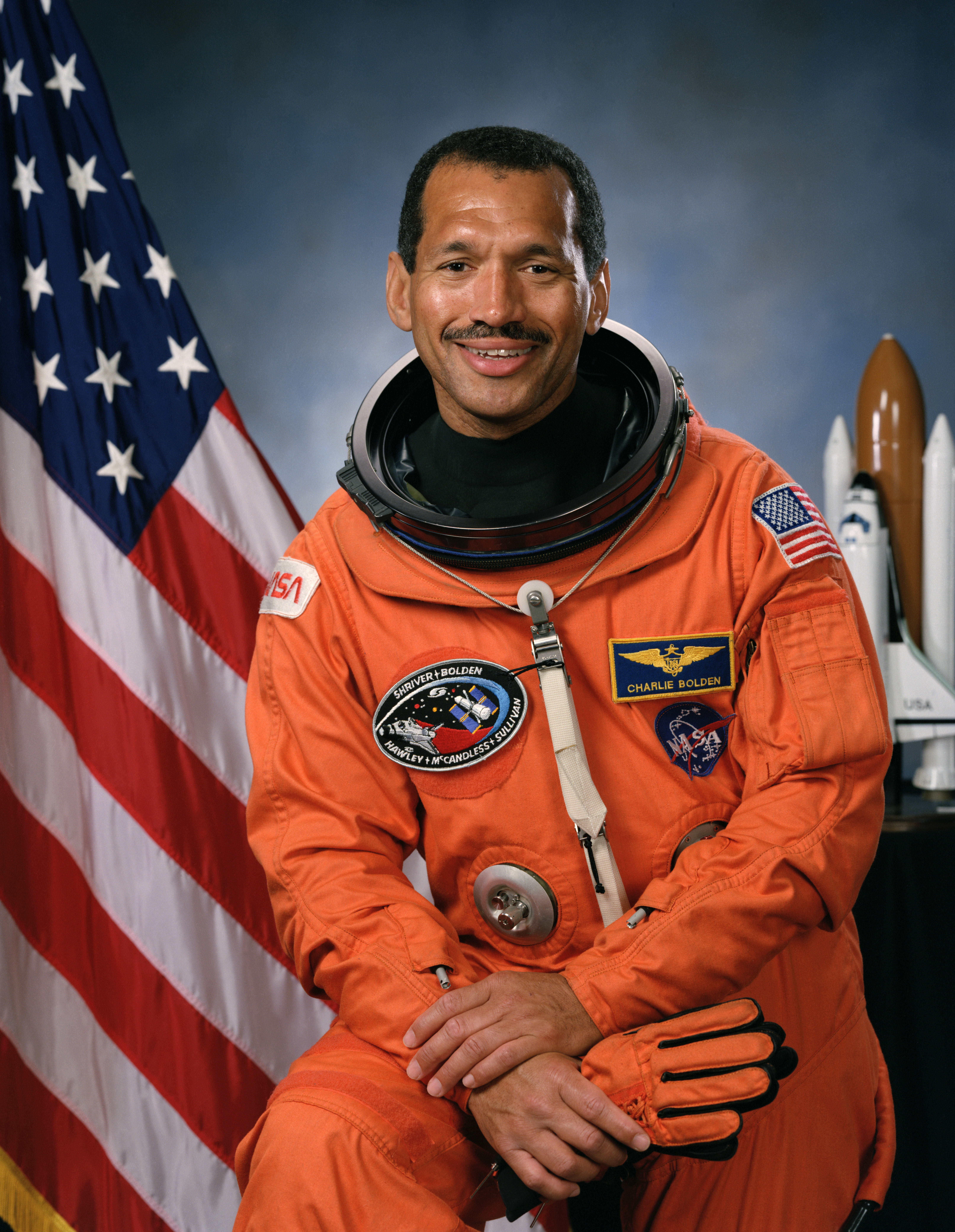
Charles F. Bolden, Jr. w stroju astronauty (1991)

Charles Frank „Charlie” Bolden, Jr. (ur. 19 sierpnia 1946 w Columbii, stan Karolina Południowa) – generał major amerykańskiej piechoty morskiej (w stanie spoczynku), były astronauta, w latach 2009–2017 administrator NASA.
Magister, absolwent University of Southern California (1977), specjalizował się w elektronice, ukończył Akademię Marynarki. Po ukończeniu akademii odbył służbę w jednostce lotniczej Pensaco 1a FL, a następnie Meridian MS i Kingsville TX. Latał na samolocie A-6A Intruder (ponad 100 lotów). Zajmował różne stanowiska w Marine Corps Air Station w El Torro CA. Uprawnienia pilota doświadczalnego zdobył w United States Naval Test Pilot School w Patuxent River w stanie Maryland, w roku 1979. Jako pilot doświadczalny latał na samolotach A-6E, EA-6B, A-7C/E.
W zespole astronautów NASA od 1980 roku (grupa NASA-9). W 1981 roku został zakwalifikowany jako pilot Space Shuttle. Pierwszy lot wykonał podczas wyprawy STS-61-C w dniach 12–18 stycznia 1986 roku. Drugi lot wykonał podczas wyprawy STS-31 w dniach 24–29 kwietnia 1990 roku, w czasie której na orbicie okołoziemskiej umieszczono Kosmiczny Teleskop Hubble’a. Podczas dwóch kolejnych lotów wahadłowców – STS-45 (24 marca – 2 kwietnia 1992) i STS-60 (3–11 lutego 1994) pełnił funkcję dowódcy.
W czerwcu 1994 roku opuścił korpus astronautów i powrócił do służby w United States Marine Corps. W 2003 przeszedł w stan spoczynku.
Od 17 lipca 2009 do 20 stycznia 2017 roku pełnił funkcję administratora NASA.
Stowarzyszenie Uczestników Lotów Kosmicznych (Association of Space Explorers) przyznało mu Universal Astronaut Insignia za lot orbitalny (nr 196).

## Wykaz lotów
| Loty kosmiczne, w których uczestniczył Charles Frank Bolden, Jr. | Loty kosmiczne, w których uczestniczył Charles Frank Bolden, Jr. | Loty kosmiczne, w których uczestniczył Charles Frank Bolden, Jr. | Loty kosmiczne, w których uczestniczył Charles Frank Bolden, Jr. | Loty kosmiczne, w których uczestniczył Charles Frank Bolden, Jr. | Loty kosmiczne, w których uczestniczył Charles Frank Bolden, Jr. | Loty kosmiczne, w których uczestniczył Charles Frank Bolden, Jr. |
| №                                                                | Data startu                                                      | Statek kosmiczny                                                 | Data lądowania                                                   | Statek kosmiczny                                                 | Funkcja                                                          | Czas trwania                                                     |
| ---------------------------------------------------------------- | ---------------------------------------------------------------- | ---------------------------------------------------------------- | ---------------------------------------------------------------- | ---------------------------------------------------------------- | ---------------------------------------------------------------- | ---------------------------------------------------------------- |
| 1                                                                | 12 stycznia 1986                                                 | STS-61-C Columbia F-7                                            | 18 stycznia 1986                                                 | STS-61-C Columbia F-7                                            | pilot                                                            | 6 dni 2 godziny 3 minuty                                         |
| 2                                                                | 24 kwietnia 1990                                                 | STS-31 Discovery F-10                                            | 29 kwietnia 1990                                                 | STS-31 Discovery F-10                                            | pilot                                                            | 5 dni 1 godzina 16 minut                                         |
| 3                                                                | 24 marca 1992                                                    | STS-45 Atlantis F-11                                             | 2 kwietnia 1992                                                  | STS-45 Atlantis F-11                                             | dowódca                                                          | 8 dni 22 godziny 9 minut                                         |
| 4                                                                | 3 lutego 1994                                                    | STS-60 Discovery F-18                                            | 11 lutego 1994                                                   | STS-60 Discovery F-18                                            | dowódca                                                          | 8 dni 7 godzin 9 minut                                           |
| Łączny czas spędzony w kosmosie — 28 dni 8 godzin 37 minut.      |                                                                  |                                                                  |                                                                  |                                                                  |                                                                  |                                                                  |